# Ingrid Spieckermann
Ingrid Spieckermann (* 5. Januar 1951 in Nordhorn) ist eine deutsche evangelische Theologin. Von 2000 bis 2016 war sie Landessuperintendentin für den Sprengel Hannover der Evangelisch-lutherischen Landeskirche Hannovers.

## Leben
Ingrid Spieckermann studierte ab 1969 Evangelische Theologie, Philosophie und Germanistik. 1982 wurde sie in Systematischer Theologie in Göttingen promoviert und war danach als Gemeindepastorin tätig. 1989 wurde sie als Oberkirchenrätin in das Landeskirchenamt Hannover berufen. Im Jahr 1992 wurde sie durch den Kirchensenat zur Oberlandeskirchenrätin ernannt und war u. a. zuständig für die Bereiche Publizistik, Öffentlichkeitsarbeit und überregionale Dienste. Am 1. Januar 2000 übernahm Ingrid Spieckermann das Amt als Landessuperintendentin für den Sprengel Hannover. Im Juni 2016 trat sie in den Ruhestand.
Ingrid Spieckermann ist mit Hermann Spieckermann verheiratet.

## Schriften
- Gotteserkenntnis. Ein Beitrag zur Grundfrage der neuen Theologie Karl Barths (= Beiträge zur evangelischen Theologie. Band 97). Kaiser, München 1985, ISBN 3-459-01621-3 (Zugl.: Göttingen, Univ., Diss., 1985).